# This Silence Is Mine/あなたとSciencE
「This Silence Is Mine/あなたとSciencE」（ディス サイレンス イズ マイン/あなたとサイエンス）は、鬼束ちひろの20枚目のシングル及び鬼束ちひろ & BILLYS SANDWITCHESの1枚目のシングル。

## 解説
2013年12月18日にベストアルバム『GOOD BYE TRAIN 〜ALL TIME BEST 2000-2013』と同時発売。
前作「悪戯道化師」のツアー会場販売以来9か月振り（一般販売からは7か月振り）のシングル。両A面シングルは「X/ラストメロディー」以来5作振り。また、「あなたとSciencE」は鬼束ちひろ & BILLYS SANDWITCHES名義の曲となっており、初のセルフ・スプリット両A面シングルである。
ジャケットは、ゲームソフト「ドラッグ オン ドラグーン3」のキャラクターデザインを担当した藤坂公彦による描き下ろしイラストで、目に真紅のバラを咲かせた鬼束とドラゴンが描かれている。
音楽配信サイト「レコチョク」では、発売日から同年12月31日までの間、本作収録曲の購入者全員に、鬼束の直筆メッセージとレコチョクオリジナルデジタルブックレットがプレゼントされた。

## 収録曲
1. This Silence Is Mine
  - 作詞・作曲：鬼束ちひろ／編曲：岡部啓一
  - PlayStation 3専用ゲーム「ドラッグ オン ドラグーン3」テーマソング

ゲームのために鬼束自身が書き下ろし、ゲームの音楽監督を務める岡部啓一がプロデュースを手掛けた。7分以上に及ぶ壮大なバラード曲だが、デモは5分で完成したという。鬼束曰く「心が寒い感じがする曲」[5]。
2. あなたとSciencE - 鬼束ちひろ & BILLYS SANDWITCHES名義
  - 作詞・作曲・編曲：鬼束ちひろ & BILLYS SANDWITCHES

鬼束にとって初のバンドとなる、鬼束ちひろ & BILLYS SANDWITCHESとしての初楽曲。80年代ニューウェイブ風のポップチューン[6]。

## 収録アルバム
あなたとSciencE
- 『GOOD BYE TRAIN 〜ALL TIME BEST 2000-2013』
- 『REQUIEM AND SILENCE』

This Silence Is Mine
- 『DRAG-ON DRAGOON 3 オリジナル・サウンドトラック』
- 『REQUIEM AND SILENCE』